# VdB 96
vdB 96 è una nebulosa a riflessione visibile nella costellazione del Cane Maggiore.
Si osserva in direzione della parte sudorientale della costellazione, in particolare a nordest della brillante stella Wezen, che essendo di magnitudine 1,83 è ben osservabile anche dalle aree urbane; si presenta come una macchia allungata in senso est-ovest, con al centro alcune stelle di classe spettrale B. La nube fa parte del complesso LDN 1660 ed è illuminata principalmente da HD 57281, una stella azzurra di classe B5V, che conferisce ai gas circostanti un colore marcatamente bluastro; nella parte più scura della nebulosa sono attivi dei fenomeni di formazione stellare, come si evince dalla presenza del getto molecolare gigante HH 72. Questo getto è composto da più componenti, le più evidenti delle quali sono denominate HH 72 A, B e C, e sono visibili anche nella banda della luce visibile; ad altre lunghezze d'onda, in particolare in quella dell'idrogeno molecolare, sono visibili le altre componenti, come onde d'urto, le quali però non sembrano allineate lungo un asse comune sebbene appaiano orientate generalmente in senso est-ovest.